# Hoa hồng cho sớm mai
Hoa hồng cho sớm mai là một bộ phim truyền hình được thực hiện bởi M&T Pictures do Võ Việt Hùng làm đạo diễn. Phim phát sóng vào lúc 20h00 từ thứ 2 đến thứ 7 hàng tuần bắt đầu từ ngày 5 tháng 6 năm 2023 và kết thúc vào ngày 21 tháng 7 năm 2023 trên kênh THVL1.

## Nội dung
Hoa hồng cho sớm mai xoay quanh cuộc đời của Hằng (Tường Vi) – cô gái mồ côi tưởng chừng như đã chạm tay vào hạnh phúc khi có được lời cầu hôn của Thanh (Tim). Nhưng một vụ tai nạn chết người đã bất ngờ biến cô thành nữ tù và cuộc đời cũng từ đây rẽ lối.

## Diễn viên
- Tường Vi trong vai Hằng[3][4]
- Lê Minh Thành trong vai Trung[4]
- Tim trong vai Thanh
- Đàm Phương Linh trong vai Mỹ
- Ngân Quỳnh trong vai Bà Nga
- Phương Dung trong vai Bà Lê
- Thủy Phạm trong vai Bình Minh
- Mai Bích Trâm trong vai Bé
- Hồng Thắm trong vai Bà Hồng
- Huỳnh Quý trong vai Tý
- Hữu Phước trong vai Thiện
- Minh Đăng trong vai Phong

Cùng một số diễn viên khác....

## Ca khúc trong phim
Bài hát trong phim là ca khúc "Hoa hồng cho sớm mai" do Đỗ Thụy Khanh sáng tác và Thanh Ngọc thể hiện.

## Đón nhận
Tại thời điểm phát sóng, bộ phim đã lập kỷ lục về mặt rating cả nước suốt nhiều tuần liên tiếp. Phim được đánh giá cao về mặt nội dung cùng diễn xuất, cũng như thu về 250 triệu lượt xem trên các nền tảng chỉ sau 4 tuần phát sóng.
Cùng với Làng trong phố, Hoa hồng cho sớm mai đã trở thành phim truyền hình Việt có rating cao nhất trong năm 2023, ghi nhận tỷ suất người xem trung bình là 4.4%.

## Giải thưởng
| Năm  | Giải thưởng   | Hạng mục                                | (Người) đề cử | Kết quả | Tham khảo |
| ---- | ------------- | --------------------------------------- | ------------- | ------- | --------- |
| 2023 | Ngôi Sao Xanh | Phim truyền hình xuất sắc nhất          | —             | Đề cử   | [ 9 ]     |
| 2023 | Ngôi Sao Xanh | Đạo diễn xuất sắc nhất                  | Võ Việt Hùng  | Đề cử   | [ 9 ]     |
| 2023 | Ngôi Sao Xanh | Nam diễn viên truyền hình xuất sắc nhất | Lê Minh Thành | Đề cử   | [ 9 ]     |
| 2023 | Ngôi Sao Xanh | Nam diễn viên truyền hình xuất sắc nhất | Tim           | Đề cử   | [ 9 ]     |
| 2023 | Ngôi Sao Xanh | Nữ diễn viên truyền hình xuất sắc nhất  | Tường Vi      | Đề cử   | [ 9 ]     |
| 2023 | Ngôi Sao Xanh | Gương mặt truyền hình triển vọng        | Mai Bích Trâm | Đề cử   | [ 9 ]     |